# 赵家沟乡 (天镇县)
赵家沟乡，是中华人民共和国山西省大同市天镇县下辖的一个乡镇级行政单位。

## 行政区划
赵家沟乡下辖以下地区：
赵家沟村、杨家庄村、南罗夭村、曹进庄村、郭家夭村、后峪堡村、高南庄村、范牛坊村、薛牛坊村、刘家沟村、柳子堡村、夭沟村、舍科村、盆儿井村和于家夭村。